# عبدالحسین آموزگار
عبدالحسین آموزگار (١٢٩٩ مشهد-١٣۵٨‌‌ تهران) سردبیر و مدیرمسئول روزنامه آفتاب شرق بود، که در  دوره بیست و سوم  به‌عنوان نماینده مشهد در مجلس شورای ملی حضور داشت.